# 柏瓏

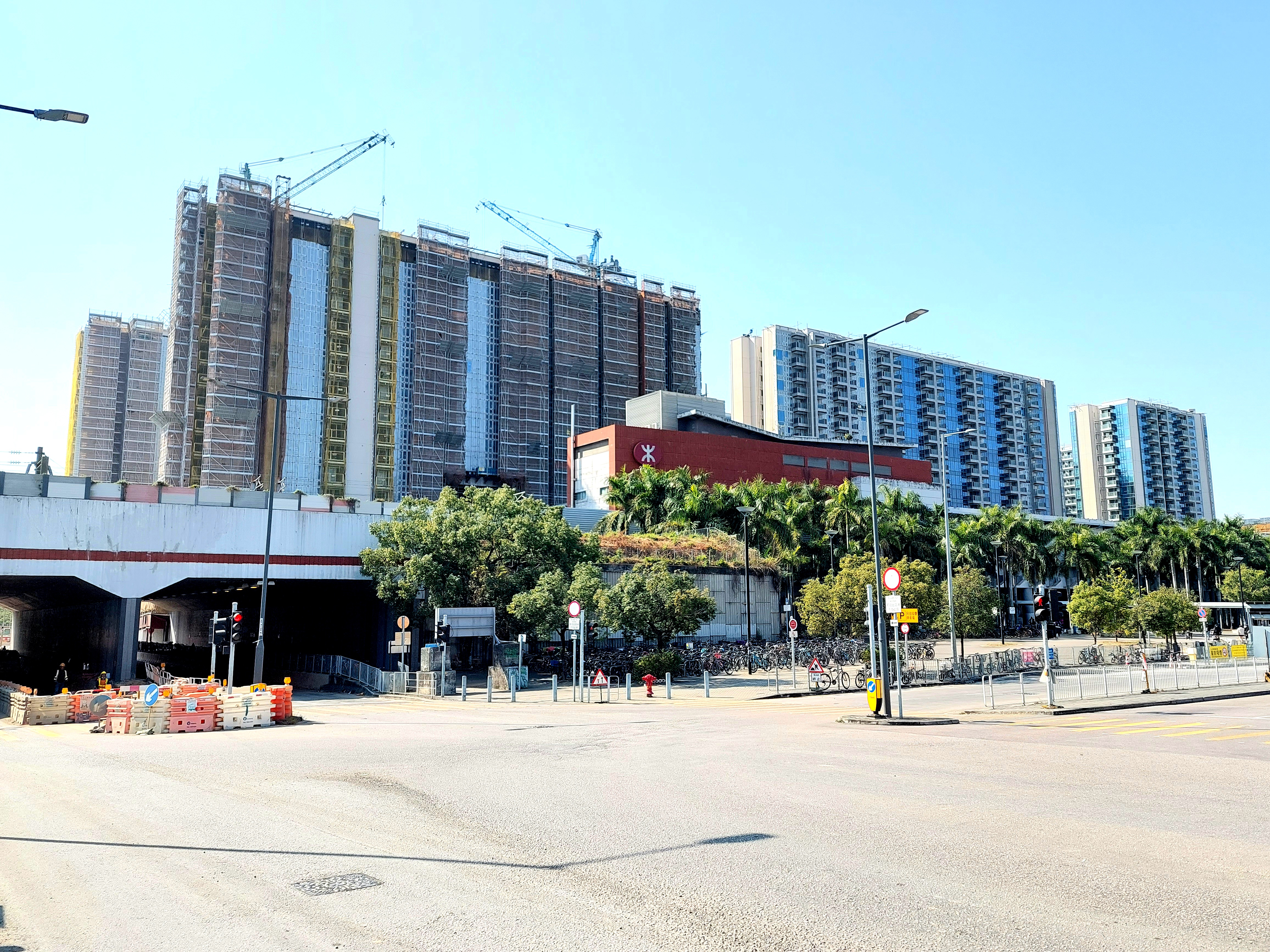
柏瓏東面及錦上路站，2025年1月

柏瓏（英語：GRAND MAYFAIR）是一個香港新界錦上路站項目第一期的私人屋苑，位於錦田錦河路29號。由信和置業、嘉華國際、中國海外發展及港鐵公司合作發展，建築師為巴馬丹拿，承建商為中國海外房屋工程有限公司。項目在2022年4月末開售。示範單位設於尖沙咀尖沙咀中心商場。項目因不可抗力所導致的延誤，在項目的認可人士在作出評估後預計關鍵日期由原本的2024年10月10日延至2025年3月4及17日。

## 歷史
項目地盤面積約44.9萬平方呎，規定作私人住宅用途，可建樓面約123.7萬平方呎，規定設不少於1,652伙單位，當中661伙單位實用面積須小於538平方呎，限呎比例約40%，預期於2025年竣工。而條款提到若項目建築費超過80億元以上（即每方呎建築費約6,469元），公司即可獲分紅。
2017年4月18日，港鐵公佈以代理人身份，代表錦上物業發展有限公司，於4月19日起就第一期物業發展項目招收意向，當時共收到35份意向書，數量為西鐵上蓋項目最多。到同年5月26日，港鐵公布信置、嘉華集團及中國海外合組財團以83.3億奪錦上路站1期項目，以每方呎樓面地價6734元計算，是港鐵西北沿線樓面地價最高的項目。
2022年4月4日，發展商公佈項目名字，指出「柏」意指松柏，「瓏」代表玉色明亮、雕琢精緻之意；寓意項目設大型園林，為城中獨具氣派。
2022年4月20日，發展商公布首張價單，一房戶折實售價由607.99萬元起，整批折實平均呎價17,608元。市場對項目反映理想，首日錄得逾千個登記，超額近5倍，現場參觀排隊示範單位需要等候30至40分鐘。信和營業部集團聯席董事田兆源表示當中70%為年輕準買家。媒體更拍攝到男團MIRROR成員柳應廷，亦現身項目展銷廳。
項目一日內已經累推306伙，佔全盤715伙約43%。而截至4月26日開售前勁收1.35萬票，以首輪388伙計，超額認購33倍，並在一天內全數售罄，套現35億。而第二批327伙單位亦在5月4日即日速沽322伙。項目6日內速沽710伙，合共套現逾66億元，成為自2018年以來市場銷售速度最快的新盤。

## 住宅
屋苑分為兩期發展，並以中密度設計，每座樓高16層。
第一期柏瓏I由兩幢、共4座物業組成，提供715伙單位，包括一房至三房間隔，當中一房及兩房佔全盤單位約84%。項目一房單位有214伙（佔全盤約30%），實用面積由339至386平方呎，兩房單位有共389伙（佔全盤約54%），實用面積由455至557平方呎。項目亦提供共112伙三房單位，實用面積727至769平方呎。
第二期柏瓏II由三幢、共5座物業組成（1、7、8、9、10座），提供805個住宅單位，約7成半單位屬1至2房戶型。同時首次提供4房單位，有31伙，實用面積974至977平方呎。
所有單位均配備LOCKLY智能電子門鎖、支援5G網絡的Mesh WiFi路由器、USB充電插座和智能鏡櫃。而單位入口附設入牆鞋櫃。大廈玻璃窗及露台亦採用IGU雙層玻璃設計，發展商稱有更好的隔音和隔熱效果。

## 設施
項目設佔地逾26萬平方呎的雙會所「LAKE MAYFAIR」，樓高2層，設四大主題區域，以Lakeside Resort Living為主題，並由歐洲建築師事務所Snøhetta和Blink Design Group合作設計。設施包括籃球場、瑜珈室、健身室、50米室外泳池、親子水陸遊樂設施、室內閱讀室、燒烤場、音樂室、兒童玩樂設施和3,000平方呎宴會空間「湖畔宴會屋 LAKE HOUSE等」。而室外園林約13.5萬方呎，運用大量水景元素設計和栽種逾300棵樹木。當中有來自歐洲的建築師事務所Snøhetta負責設計的兒童遊樂場和1.1公里緩跑徑。
根據批地文件，發展商需要重置約610個車位和45個電單車車位的車站停車場，以及公共運輸交匯處，而屋苑外圍設24小時通道。第一期有189個住宅停車位。

## 主力柱結構力度不足 需拆卸重建
2022年11月10日，媒體《香港01》接獲獨家消息指項目第一期由於施工時未有依從圖則興建，結果位於轉力層底下的8條主力柱結構力度不足，需要拆掉重建。

## 交通
項目對出的錦上路站為港鐵屯馬綫的中途站，亦為擬建北環綫及中鐵綫總站；地面亦設有公共運輸交匯處。

## 興建圖片集

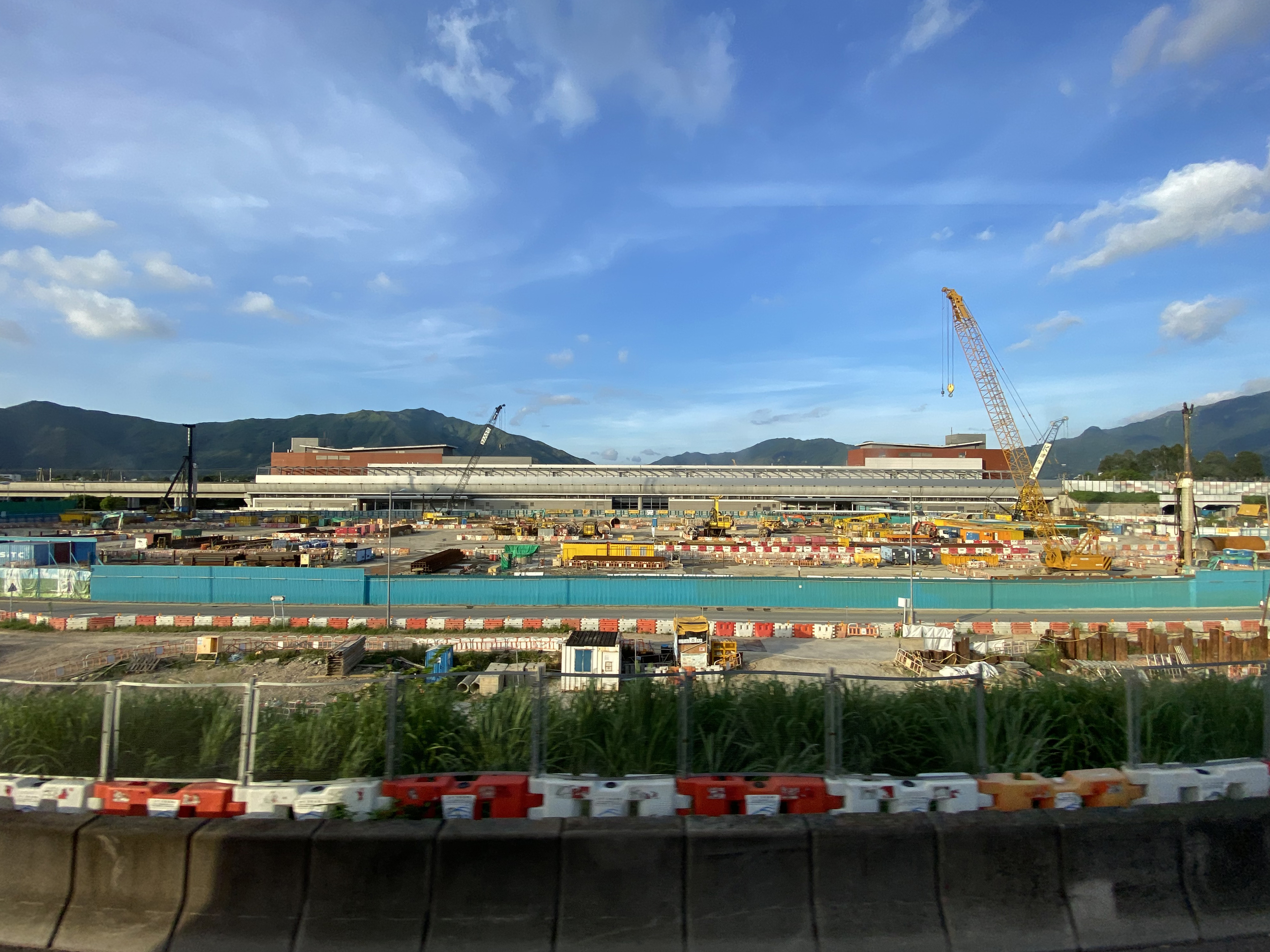
2021年7月
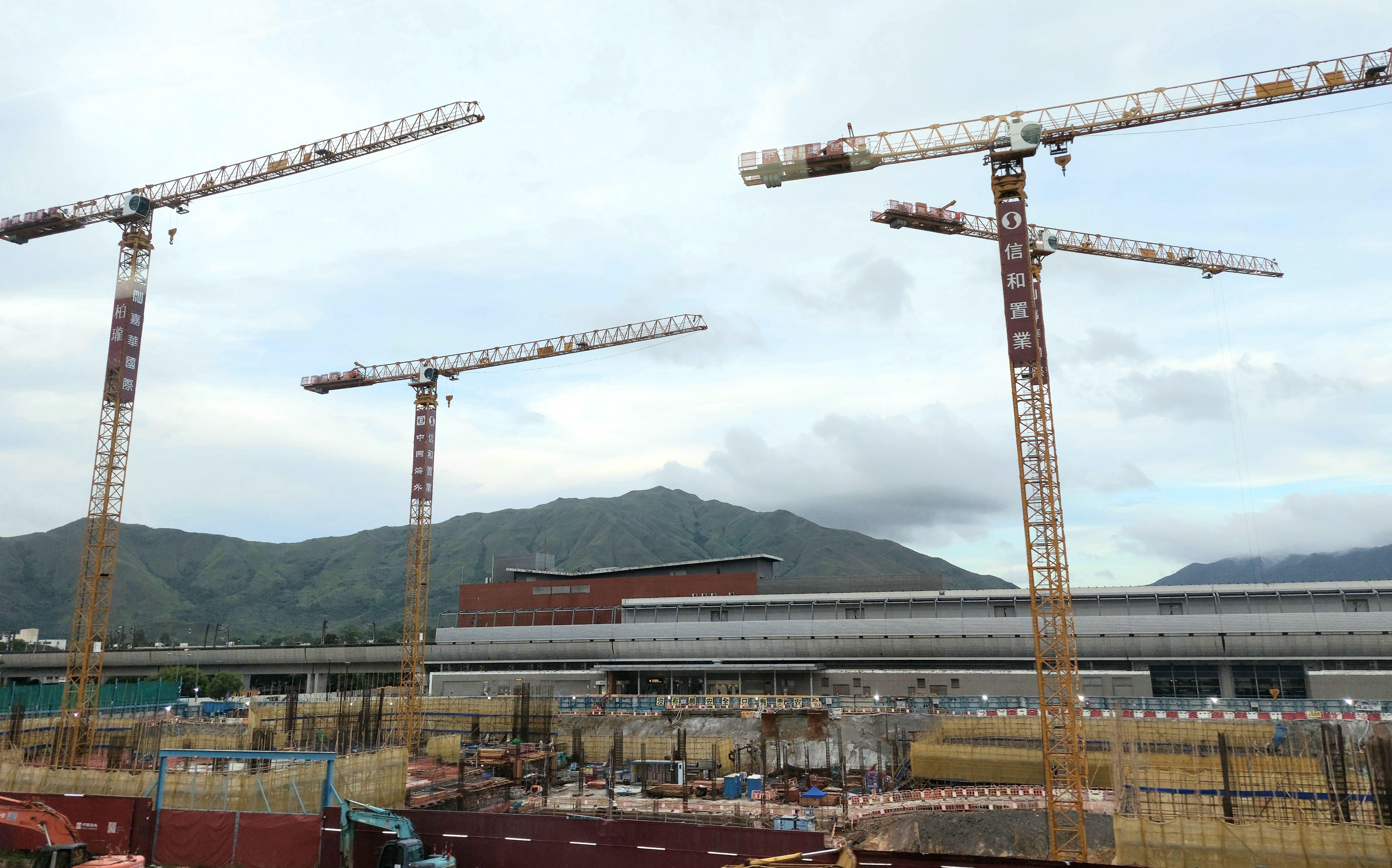
2022年8月
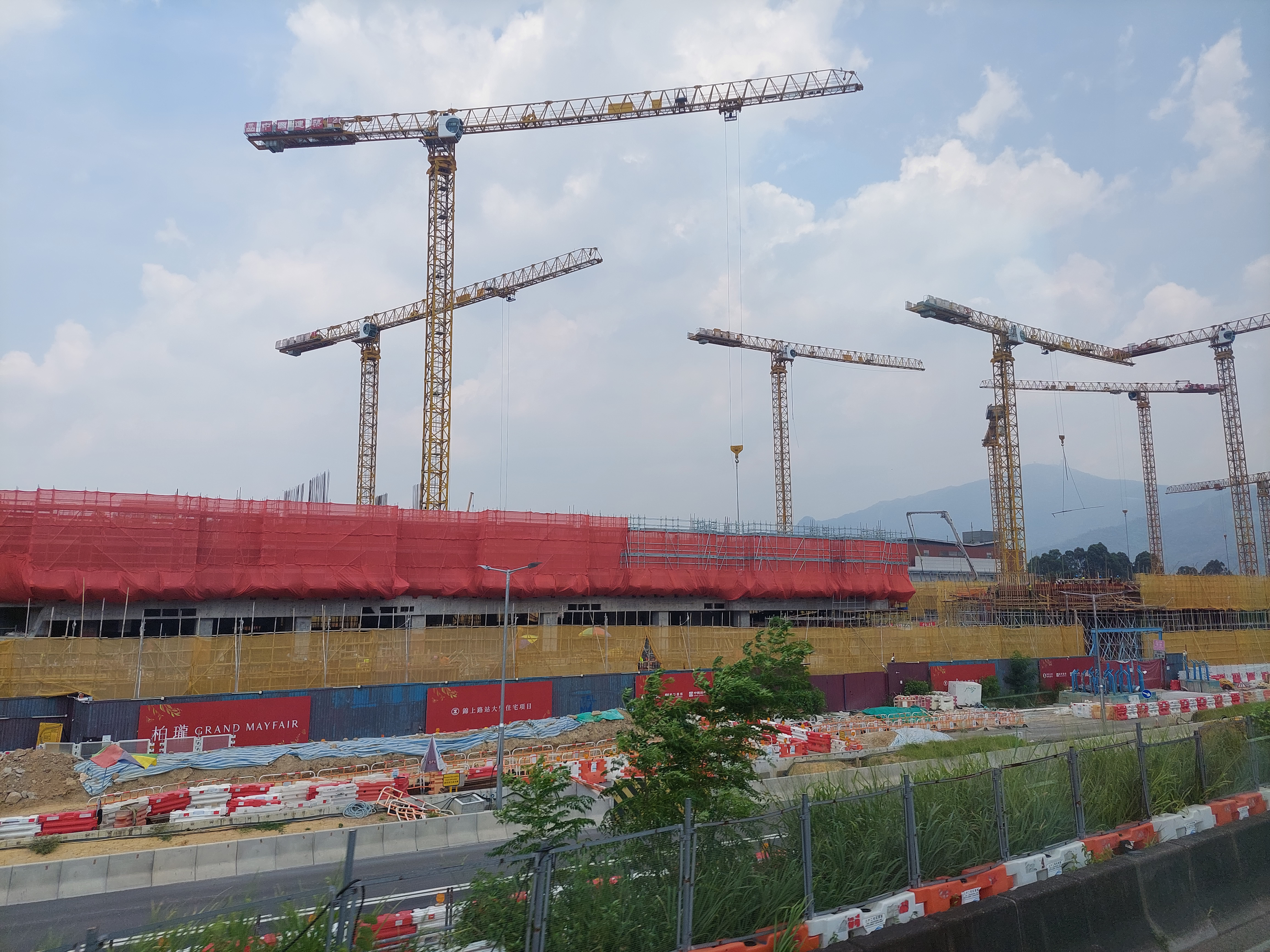
2023年7月
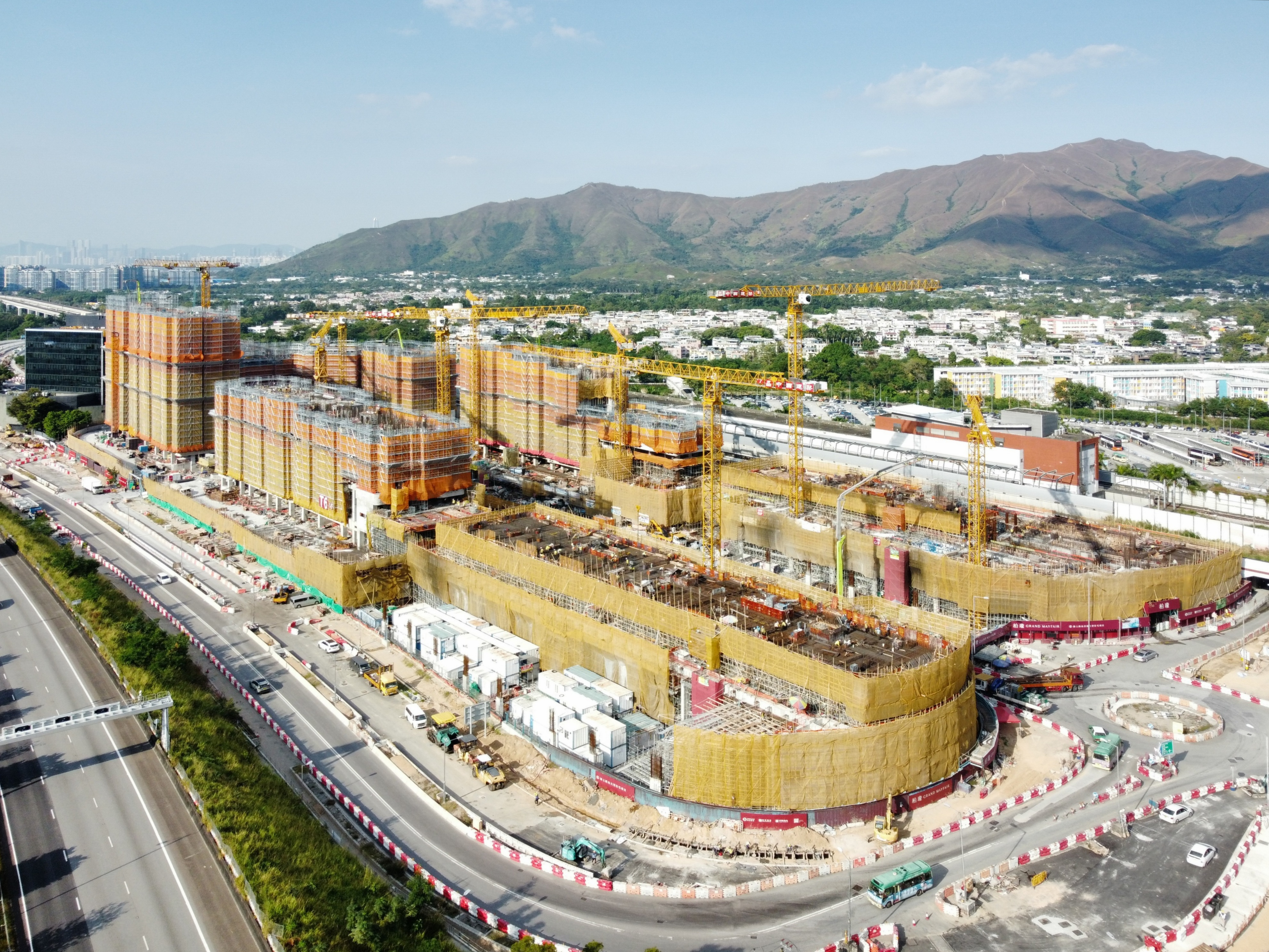
2023年11月
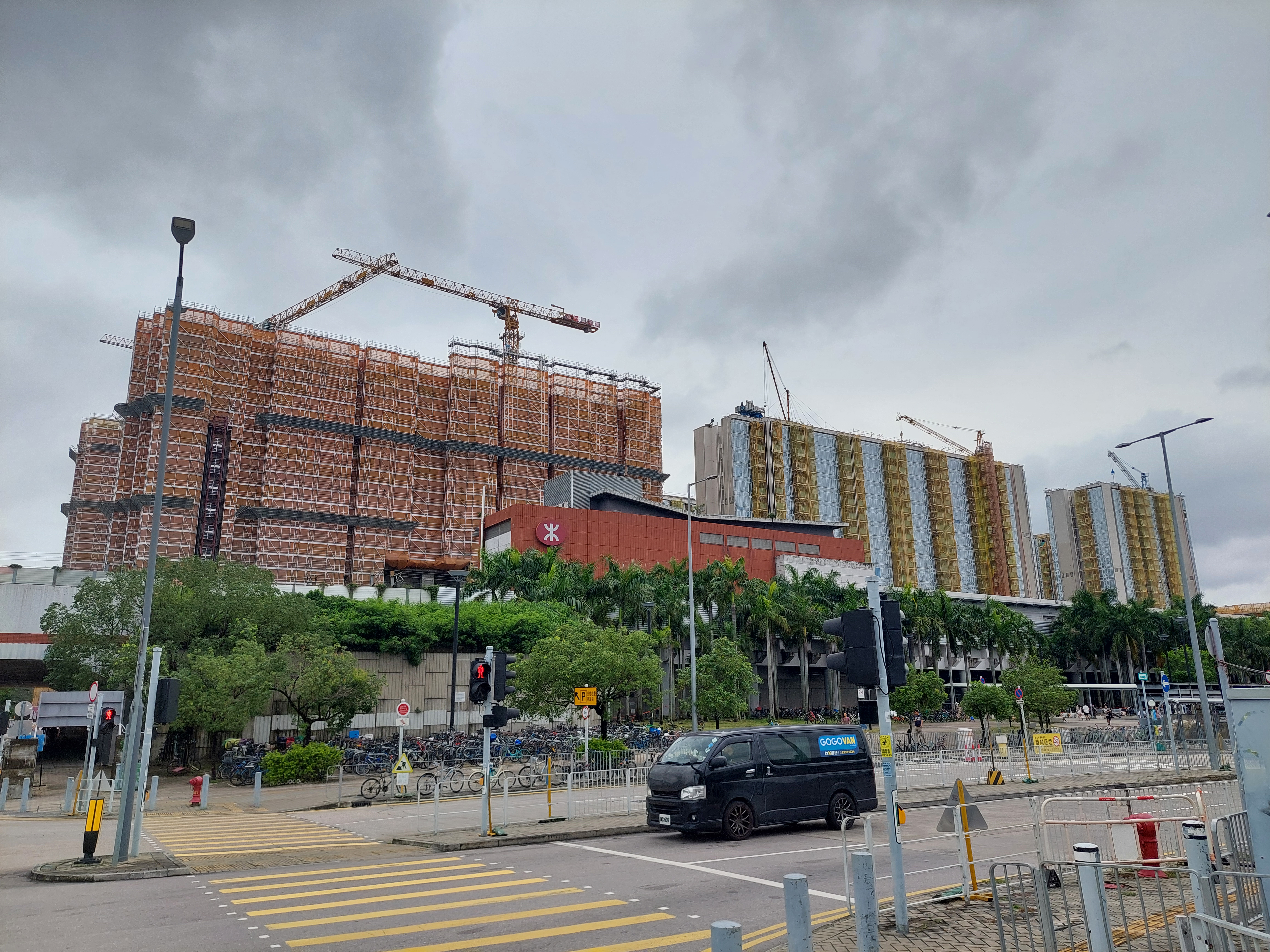
2024年6月

## 鄰近地方
- 錦上路站
- 港鐵錦田大樓
- 錦上路跳蚤市場
- The Richfield 商場
- 綠活城鄉農場

## 外部連結
- 柏瓏